# Robert Navarro
Robert Navarro (ur. 1 maja 1952 w Cuxac-d’Aude) – francuski polityk, samorządowiec, poseł do Parlamentu Europejskiego VI kadencji, senator.

## Życiorys
W latach 80. pracował w SNCF. W 1990 wszedł w skład rady krajowej Partii Socjalistycznej, powołany też na jej przewodniczącego w departamencie Hérault. W 1998 i 2004 zostawał radnym regionu Langwedocja-Roussillon, przewodniczył klubowi socjalistów. Pełnił też funkcję radnego Montpellier oraz członka rady społeczno-gospodarczej (organu doradczego przy francuskim rządzie).
W 2004 z ramienia Partii Socjalistycznej uzyskał mandat posła do Parlamentu Europejskiego. Był członkiem grupy Partii Europejskich Socjalistów, pracował m.in. w Komisji Transportu i Turystyki.
W 2008 odszedł z PE w związku z wyborem w skład francuskiego Senatu, utrzymując mandat senatora również w 2014. W trakcie kadencji dołączył do frakcji ugrupowania LREM. Odszedł z izby w 2019 po prawomocnym wyroku skazującym za nadużycia.